# Хидропонија
Хидропонија је метод вештачке производње усева, који користи песак уместо земље и воду са одговарајућим хранљивим састојцима. Оваквом култивацијом могу се постићи високи приноси. У будућности се ова техника може и шире примењивати да би се смањили трошкови, осим за луксузне производе. Хидропонија је врста хортикултуре и подскуп хидрокултуре која укључује узгој биљака, обично усева, без земље, коришћењем раствора минералних хранљивих материја у воденим растварачима. Копнене или водене биљке могу расти са својим кореном изложеним хранљивој течности или поред тога, корење може бити физички подржано инертним медијумом као што је перлит, шљунак или други супстрати. Упркос инертном медијуму, корен може да изазове pH промене ризосфере, а ексудати корена могу утицати на биологију ризосфере и физиолошку равнотежу хранљивог раствора секундарним метаболитима.
Хранљиве материје које се користе у хидропонским системима могу доћи из много различитих извора, укључујући рибљи измет, пачји стајњак, купљена хемијска ђубрива или вештачке хранљиве растворе.
Биљке се обично узгајају хидропонски у стакленицима, на инертним медијима, укључујући парадајз, паприку, краставце, јагоде, зелену салату и канабис, обично за комерцијалну употребу, и Arabidopsis thaliana, који служи као модел организма у науци о биљкама и генетици.
Хидропоника нуди многе предности, посебно смањење употребе воде у пољопривреди. За узгој 1 kg парадајза коришћењем интензивних пољопривредних метода потребно је 400 литара воде; коришћењем хидропонике 70 литара; и само 20 литара коришћењем аеропонике. С обзиром да је хидропоници потребно много мање воде за узгој производа, у будућности би могло бити могуће да људи у тешким окружењима са мало приступачне воде узгајају сопствену храну.

## Историја
Најраније објављено дело о узгоју копнених биљака без земље била је књига Франсисa Бејкона Sylva Sylvarum или „Природна историја“ из 1627, штампана годину дана након његове смрти. Као резултат његовог рада, водена култура је постала популарна истраживачка техника. Године 1699, Џон Вудворд је објавио своје експерименте воденом културом са ментом. Он је открио да биљке у изворима мање чисте воде боље расту од биљака у дестилованој води. До 1842. године састављена је листа од девет елемената за које се веровало да су неопходни за раст биљака, а открића немачких ботаничара Јулијуса фон Сакса и Вилхелма Кнопа, у годинама 1859–1875, резултирала су развојем технике узгоја без земље. Директан цитат фон Сакса је: „Године 1860. објавио сам резултате експеримената који су показали да су копнене биљке способне да апсорбују своје хранљиве материје из водених раствора, без помоћи земље, и да је на овај начин могуће не само одржавање биљака живим и њихов дуготрајни раст, као што је одавно познато, већ то омогућава и снажно повећање њихове органске материје, па чак и производњу семена способног за клијање.“ Раст копнених биљака без тла у растворима минералних хранљивих материја касније је названо „култура раствора“. То је брзо постала стандардна истраживачка и наставна техника и још увек се широко користи. Култура раствора се сада сматра врстом хидропонике где постоји инертни медијум за стабилизацију раста биљака.
Током 1930-их ботаничари су истраживали болести одређених биљака и на тај начин уочили симптоме везане за постојеће услове тла, као што је салинитет. У том контексту, експерименти са воденом културом су предузети са надом да ће дати сличне симптоме под контролисаним условима. Овај приступ који је форсирао Денис Роберт Хогланд довео је до моделног система (нпр. зелене алге Nitella) и стандардизованих рецепата хранљивих материја који играју све важнију улогу у модерној физиологији биљака. Године 1929. Вилијам Фредерик Герик са Универзитета Калифорније у Берклију почео је јавно да промовише да се принципи културе раствора користе за производњу пољопривредних усева. Прво је овај метод узгоја назвао „аквакултура“, али је касније открио да је аквакултура већ примењена на културу водених организама. Герик је створио сензацију узгајајући лозу парадајза 7,5 метара високо у свом дворишту у минералним хранљивим растворима, а не у земљишту. Затим је 1937. године увео термин хидропоника, водена култура, који му је предложио В. А. Сецел, фиколог са широким образовањем у класици. Хидропоника је изведена из неологизма υδρωπονικά (изведено од грчког ύδωρ=вода и πονέω=обрадити), изграђено по аналогији са γεωπονικά (изведено од грчког γαία=земља и πονέω=култивисати), који се односи на пољопривреду, замењујући, γεω-, земља, са ὑδρο-, вода.
Герик је, међутим, потценио да још није сазрело време за општу техничку примену и комерцијалну употребу хидропонике за производњу усева, јер је систем који је користио у то време био превише осетљив и захтевао је превише надгледања да би се користио у комерцијалним применама. Извештаји о Гериковом раду и његове тврдње да ће хидропоника револуционисати биљну пољопривреду изазвали су велики број захтева за додатним информацијама. Герику је ускраћено коришћење универзитетских стакленика за његове експерименте због скептицизма администрације, а када је универзитет покушао да га примора да објави своје прелиминарне рецепте за хранљиве материје развијене код куће, он је затражио простор у стакленицима и време да их побољша користећи одговарајуће истраживачке установе. Иако му је на крају обезбеђен простор у стакленику, универзитет је задужио Хогланда и Арнона да поново процене Герикове тврдње и покажу да његова формула нема користи у односу на приносе биљака узгајених у земљи, што је био Хогландов став. Године 1940. Герик, чији се рад сматра основом за све облике хидропонског гајења, објавио је књигу, Комплетан водич за баштованство без земље, након што је 1937. напустио своју академску позицију у клими која је била политички неповољна. У њој је по први пут објавио своју основну формулу која укључује соли макро- и микронутријената за биљке које се хидропонично узгајају.
- Узгајање лука у хидропонији - НАСА
- Производња поврћа

- Узгајање лука у хидропонији - НАСА
- Производња поврћа

## Опште
Хидропонија је далеко продуктивнија од класичног узгоја на тлу, првенствено због аутоматског додавања свих хранљивих састојака у оптималним омерима. Ову врсту заштићених простора подиже се на местима где је тло сиромашно или га уопште нема.
- Узгајање шафрана у води
- Изглед корења у производњи без тла
- Дијаграм аквапонијског система

Међутим, трошкови у хидропонији су изразито велики. Наиме, потребно је да се финансирати за сву потребну механизацију, као и стручно оспособљену радну снагу која ће да помогне у вођењу послова, али уз добро пословање, уложен новац ће се исплатити.
Супстрати у којима се узгајају биљке морају да се темељно очистити те да се уклоне остаци корена. За исхрану биљака припрема се смеса хранљивих а.
- Производња без тла, и без Сунчеве светлости
- Камена вуна која се може користити као подлога уместо тла
- Дрвена вуна која се може користити као подлога уместо тла
- Перлит чест додатак тлу

### Предности
- Могућ је узгој биљака у подручјима без доброг тла, нпр. Антарктик.
- Треба мање воде него за биљке узгајане на тлу.
- Биљке добијају више Сунчевог светла.
- Мање је инсеката и штеточина.